# Brett Scallions
Brett Allen Scallions (Brownsville, Tennessee, 21 december 1971) is een Amerikaans zanger. Hij was de leadzanger van de band Fuel van 1993 tot 2006 en van 2010 tot heden. Na zijn vertrek in 2006 bij de band Fuel, speelde hij bas in een band genaamd The X's. Hij trad eveneens toe tot de band Circus Diablo, een rockband met als thuisbasis Los Angeles. In maart 2007 werd hij geselecteerd als nieuwe zanger voor Riders on the Storm, een band met onder meer Robby Krieger en Ray Manzarek, voormalige leden van The Doors.
Scallions is in 2005 in het huwelijk getreden met Abby Gennet, een veejay van MTV2 en leadzangeres bij de New Yorkse rockband Slunt.
- Bibliothèque nationale de France: cb140133443 (data)
- International Standard Name Identifier: 0000 0000 1081 9707
- MusicBrainz: dfa66ffb-2249-433b-bd6a-335c3382e226
- Virtual International Authority File: 5129893